# Cantone dei cavalieri di Hegau-Algovia-Lago di Costanza

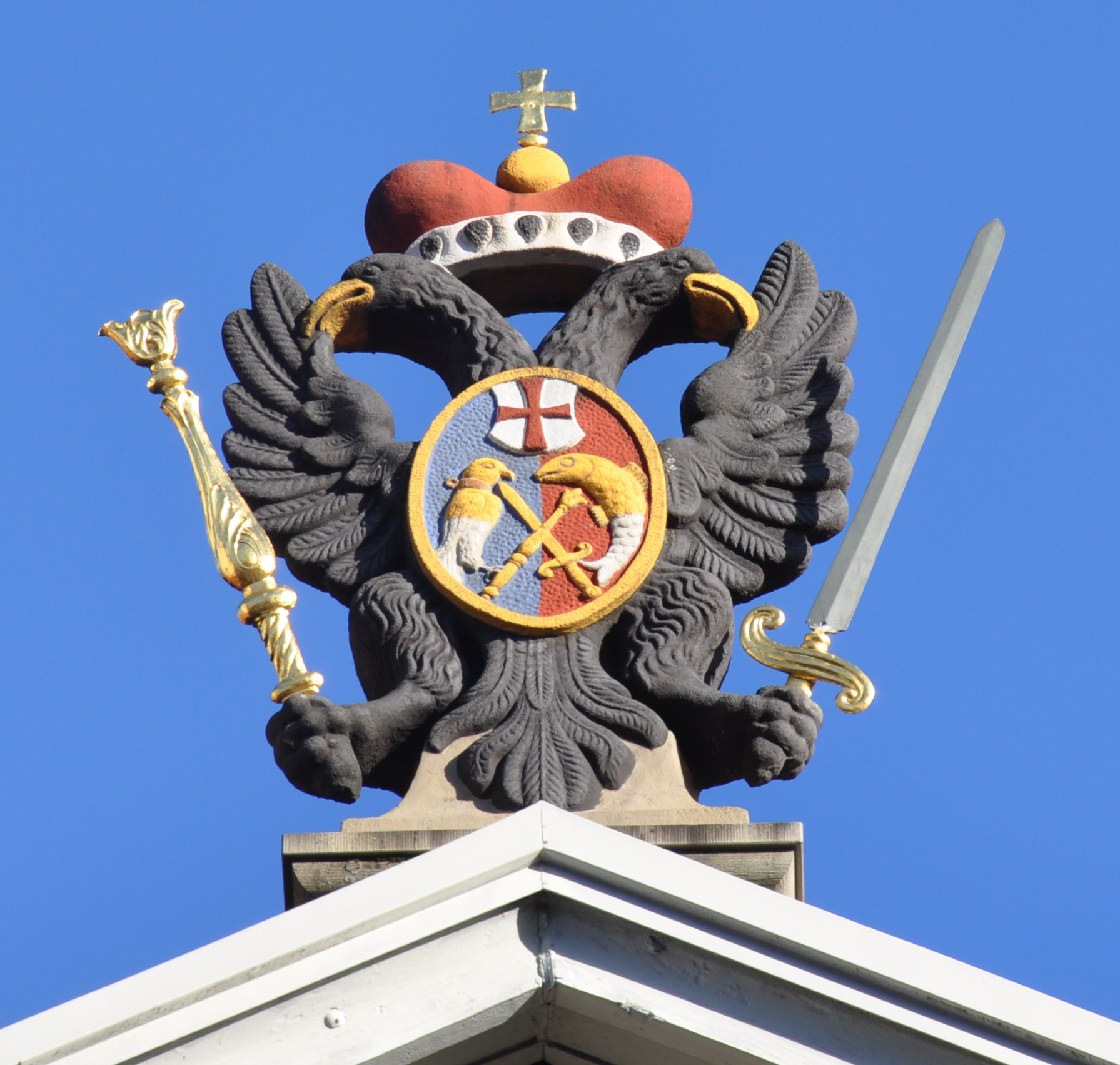
Stemma del cantone dei cavalieri di Hegau-Algovia-Lago di Costanza sulla Ritterhaus di Wangen im Allgäu

Il cantone dei cavalieri di Hegau-Algovia-Lago di Costanza (tedesco: Ritterkanton Hegau-Allgäu-Bodensee) fu un circolo di cavalieri del Sacro Romano Impero appartenente al Circolo dei cavalieri della Svevia.

## Confini
L'area del cantone di Hegau-Algovia-Lago di Costanza si estendeva appunto nella regione compresa tra la città di Hegau, quella dell'Algovia e l'area del Lago di Costanza.

## Storia

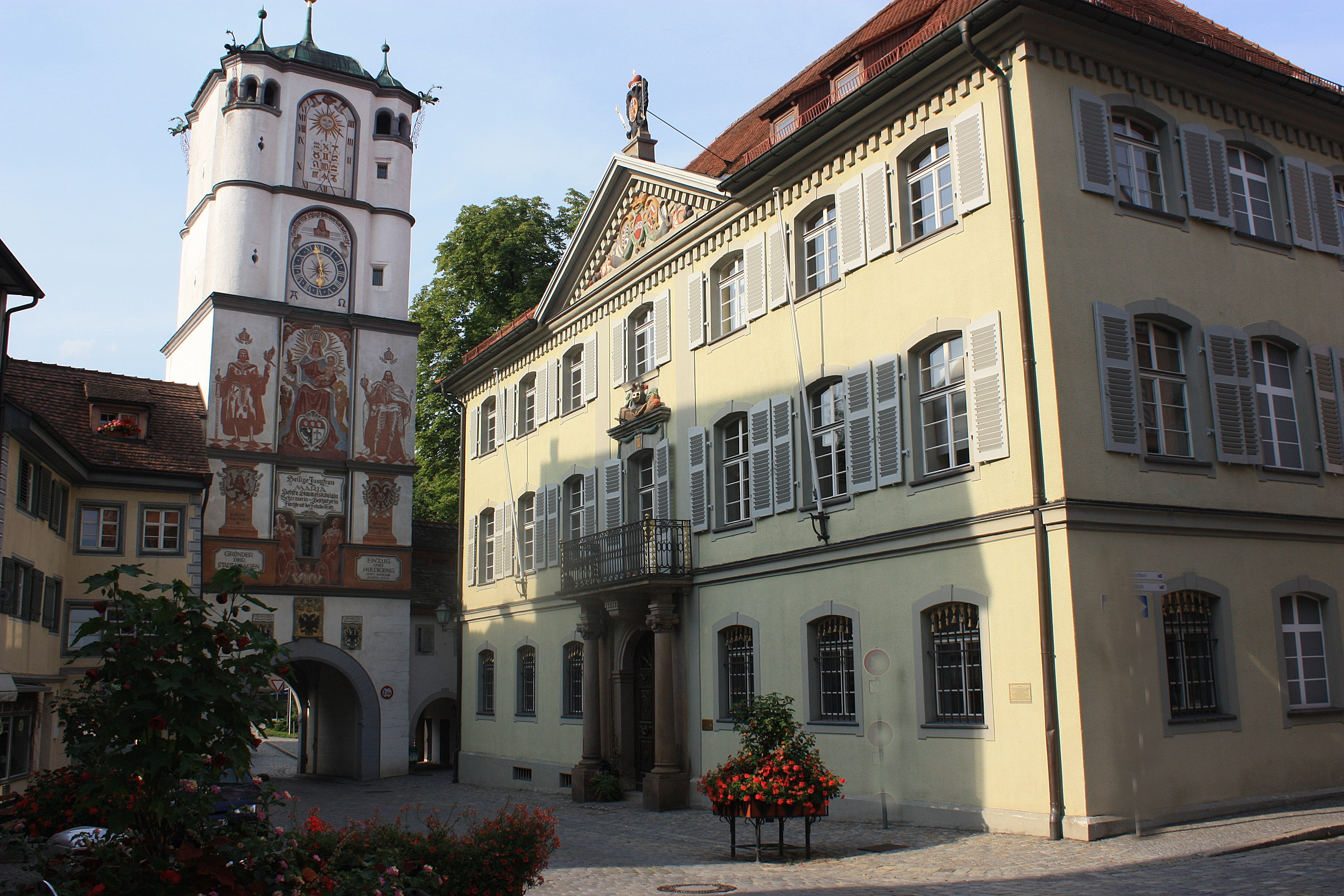
La Ritterhaus di Wangen im Allgäu

Il cantone dei cavalieri del Danubio venne creato a partire dal XVI secolo in Germania, in Svevia. Essa aveva la particolarità, unica tra i cantoni dei cavalieri tedeschi, di essere articolato in due "quartieri", due distretti minori:
- Quartiere di Hegau, con sede a Radolfzell
- Quartiere di Algovia-Lago di Costanza, con sede a Wangen im Allgäu

Altra peculiarità di questo cantone fu quella di essere composto in gran parte da famiglie cavalleresche di religione cattolica, sia per la vicinanza ai territori degli Asburgo (Alta Austria), sia per la presenza di molti vescovati ed abbazie principesche di rilievo nelle vicinanze dei loro territori: molti figli secondogeniti di queste famiglie cavalleresche intraprendevano infatti la carriera ecclesiastica ad Augusta, Costanza o Kempten.
Durante la guerra con la Confederazione Elvetica, i cavalieri di Hegau si posero in prima linea contro i confederati svizzeri per la difesa dei loro territori e dei loro diritti. Nella guerra dei contadini tedeschi, i cavalieri di questo cantone combatterono contro i contadini dell'Alta Svevia e dell'Algovia.
Il circolo venne chiuso col crollo del Sacro Romano Impero, la mediatizzazione degli stati principeschi e la soppressione infine dei circoli cavallereschi il 16 agosto 1806.

## Famiglie dei cavalieri imperiali del cantone di Hegau-Algovia-Lago di Costanza
- von Beroldingen
- von Bodman
- von Enzberg
- Ebinger von der Burg
- von Freyberg
- von Hornstein
- Humpis
- von Klingenberg
- von Krafft
- Conti di Montfort-Tettnang
- von Praßberg
- von Rodt
- von Eisenburg
- von Schellenberg
- Schenken von Stauffenberg
- Grafen von Sulz
- Syrg von Syrgenstein